# Peter Langer (Kulturmanager)
Peter Langer (* 27. April 1950 in Heidelberg) ist Dozent für Kulturmanagement, Kulturgeschichte und europäische Studien, Direktor der Europäischen Donau-Akademie und Generalkoordinator des Rats der Donaustädte und -regionen.

## Leben
Langer studierte Geschichte, Politikwissenschaften und Germanistik an der Universität Heidelberg. Er war eine wichtige Figur in der Ulmer Friedensbewegung und organisierte 1983 eine Menschenkette von Stuttgart nach Neu-Ulm mit, die sich gegen die Stationierung atomarer Mittelstreckenwaffen richtete und die weltweit Beachtung fand. Durch diverse Studienreisen seit Anfang der 1990er Jahre wurde er zum Kenner der politischen und kulturellen Szene der Donauländer.
Er war Gründer und Leiter verschiedener Kulturzentren und -festivals und ist Dozent für Kulturmanagement, Kulturgeschichte und europäische Studien des Donauraums (u. a. in Berlin, Ludwigsburg, Budapest, Wien, Ruse und Ulm). Von 1998 bis 2010 war Langer künstlerischer Leiter des Internationalen Donaufests Ulm/Neu-Ulm, das auf seine Initiative zurückgeht. Er baute das donau.büro.ulm auf, eine Projekt- und Entwicklungsagentur für die politische, kulturelle und wissenschaftliche Zusammenarbeit mit Südosteuropa, und leitete es bis 2010. Im Jahr 2008 gehörte er zum Gründerkreis der Europäischen Donau-Akademie in Ulm, in deren Leitung er bis heute tätig ist.
Langer war maßgeblich an der Vorbereitung und Durchführung der Donau-Konferenzen 2006, 2008 und 2010 in der baden-württembergischen Landesvertretung bei der EU in Brüssel beteiligt, die wichtige Impulse für die Entwicklung der Strategie der Europäischen Union für den Donauraum gegeben haben. Langer ist Sprecher und Generalkoordinator des am 11. Juni 2009 in Budapest gegründeten Rats der Donaustädte und -regionen, der einen wesentlichen Beitrag zur Umsetzung der EU-Strategie für den Donauraum leistet. 
2010 bestimmte ihn Erhard Busek zu seinem Stellvertreter bei der SECI (Southeast European Cooperative Initiative) in Wien. Im Rahmen der Umsetzung der EU-Donauraumstrategie arbeitet er in den Lenkungsgremien für Kultur und Tourismus, Wettbewerbsfähigkeit und Aufbau institutioneller Kapazitäten. Langer vertritt den Rat der Donaustädte und -regionen in der ARGE Donauländer, ist Mitglied des Vorstands des Instituts für den Donauraum und Mitteleuropa (IDM) in Wien und Teilnehmer an den gemischten Regierungskommissionen Baden-Württembergs mit Ungarn, Rumänien, Bulgarien und Serbien. 
Darüber hinaus saß Langer von 1984 bis 1997 im Gemeinderat der Stadt Ulm, erst für die Grünen, dann für die Bunte Liste und zum Schluss für die SPD.
Seit dem russischen Überfall auf die Ukraine im Februar 2022 engagiert sich Langer für Flüchtlinge in der Region Ulm und er unterrichtet seit dem Frühjahr 2024 ukrainische Kinder in Deutsch und Gesellschaftskunde am Schubart-Gymnasium in Ulm.
Langer ist verheiratet und Vater von vier Kindern.

### Berufliche Stationen
Zwischen 1977 und 1983 absolvierte er sein Referendariat und Schuldienst in Stuttgart, Aalen und Ulm. Er war Sekretär der Ortsleitung des Kommunistischen Bundes Westdeutschland (KBW) und kandidierte für diesen 1975 bei den Kommunalwahlen in Wiesloch, weshalb er 1983 den Schuldienst verlassen musste. Langer klagte dagegen und bekam vor Gericht Recht, kehrte jedoch nicht in den Schuldienst zurück.
Von 1985 bis 1991 war Langer Fachbereichsleiter an der Ulmer Volkshochschule. In dieser Zeit war er zudem Mitbegründer des Kulturfestivals „Das Ulmer Zelt“ und war am Aufbau der Jugendkunstschule „kontiki“ beteiligt. Zehn Jahre lang von 1989 bis 1999 war er Leiter des von ihm gegründeten soziokulturellen Zentrums „ROXY – Kultur in Ulm“. Langer saß im Sprecherrat der Landesarbeitsgemeinschaft der Kulturinitiativen und Soziokulturellen Zentren in Baden-Württemberg e. V. (LAKS Baden-Württemberg) und war Mitglied der Kulturpolitischen Gesellschaft. 
In der Zeit von 1994 bis 2000 nahm er Lehrtätigkeiten an der HdK Berlin und am Institut für Kulturmanagement in Ludwigsburg wahr. Seit 1998 übt er eine freie Projekt- und Beratungstätigkeit aus und war künstlerischer Leiter des Internationalen Donaufests Ulm/Neu-Ulm. Seit 2004 übt er eine Lehrtätigkeit an der Akademie der darstellenden Kunst (adk) Ulm und am Zentrum für Allgemeine Wissenschaftliche Weiterbildung (ZAWiW) der Universität Ulm aus. Seit 2005 ist er Vertreter des Landes Baden-Württemberg in der internationalen Kooperationsplattform ARGE Donauländer. 2008 wurde er Leiter der Europäischen Donau-Akademie Ulm und ist seit 2009 Sprecher des Rats der Donaustädte und -regionen. Seit 2017 ist er darüber hinaus Gast-Professor an der Wirtschaftsuniversität Bukarest.

## Ehrungen und Auszeichnungen
Langers Verdienste um die Zusammenarbeit im europäischen Donauraum fanden 2008 ihre Würdigung durch die Verleihung des Bundesverdienstkreuzes. Anfang 2009 wurde Langer mit dem ungarischen Staatspreis „Pro Cultura Hungarica“ geehrt, der höchsten Auszeichnung auf kulturellem Gebiet, die in Ungarn an Ausländer vergeben werden kann. Langer erhielt die Auszeichnung im Rahmen einer Donau-Konferenz in Budapest aus den Händen des langjährigen Budapester Oberbürgermeisters Gábor Demszky. Dieser sagte in seiner Laudatio, Langer sei seit mehr als zehn Jahren ein wichtiger Akteur in der kulturellen, wissenschaftlichen und politischen Zusammenarbeit in der Region.
Im Jahr 2009 zählte das Donaubüro Ulm zu den 11 ausgezeichneten deutschen Projekten des Europäischen Bürgerpreises. Am 9. November 2009 nahm Peter Langer in Berlin die Auszeichnung aus den Händen des damaligen Präsidenten des Europäischen Parlaments, Jerzy Buzek, entgegen.

## Veröffentlichungen
- Geschichte, Gegenwart und Zukunft des Donauraums. In: Beiträge zur allgemeinen wissenschaftlichen Weiterbildung der Universität Ulm. Band 11: Die Europäische Union. Zentrale Aspekte ihrer Entwicklung und Perspektiven im Fokus von Verfassungsrecht, Bildungs-, Kultur-, Wirtschafts- und Umweltpolitik. Othmar Marti u. a., 2006.
- Edition Der Strom (Hrsg.): Gregor Mirwa: Berblingers Gang. Ulm 2010.
- mit Erhard Busek (Hrsg.): György Konrád: Donau – Lektionen über einen europäischen Strom. Ulm 2013, ISBN 978-3-932577-65-9.
- (Mithrsg.): Die Donau – Hauptstraße Europas. Revue der Europäischen Donau-Akademie. Ulm 2010.
- Der neue Donauraum. In: Rotary Magazin. 4, 2010.
- Kulturmarke Donau. In: Donau+ Neue Dimensionen, neue Synergien. Museumsquartier, Wien 2011.
- Stadt – Land – Fluss – Europa. Südwest Presse, Ulm 2011.
- Kulturelle Identität im Donauraum. In: Zeitschrift für internationale Bildungsforschung und Entwicklungspädagogik. Heft 3. Nürnberg 2012.
- Aus der Zusammenarbeit der Städte und Regionen entsteht der neue europäische Donauraum. donauakademie.eu, 2012.
- Europa an der Donau. In: Senate – Magazin für eine weltweite ökosoziale Marktwirtschaft. Ausgabe 2013/3, Wien 2013.
- mit Ulrich Klemm: Kompetenzentwicklung und Governance in Südosteuropa. In: Magazin erwachsenenbildung.at. Ausgabe 18, Wien 2013.
- mit Joachim Uhlmann (Hrsg.): Kunst und Kultur: Brückenbauer an der Donau – Beiträge zum kulturellen Dialog im Donauraum. Mit Beiträgen von Peter.Friedrich, Ilma Rakusa, Reinhard Johler, Peter Langer, Màrton Méhes u. a., Ulm 2014, ISBN 978-3-86281-013-0.
- Lebensstrom. Geschichten mit und von der Donau. Klemm+Oelschläger, Ulm 2022, ISBN 978-3-86281-179-3 (Autobiografie, mit einem Vorwort von Reinhard Johler)